# Giovanni Battista Gisleni

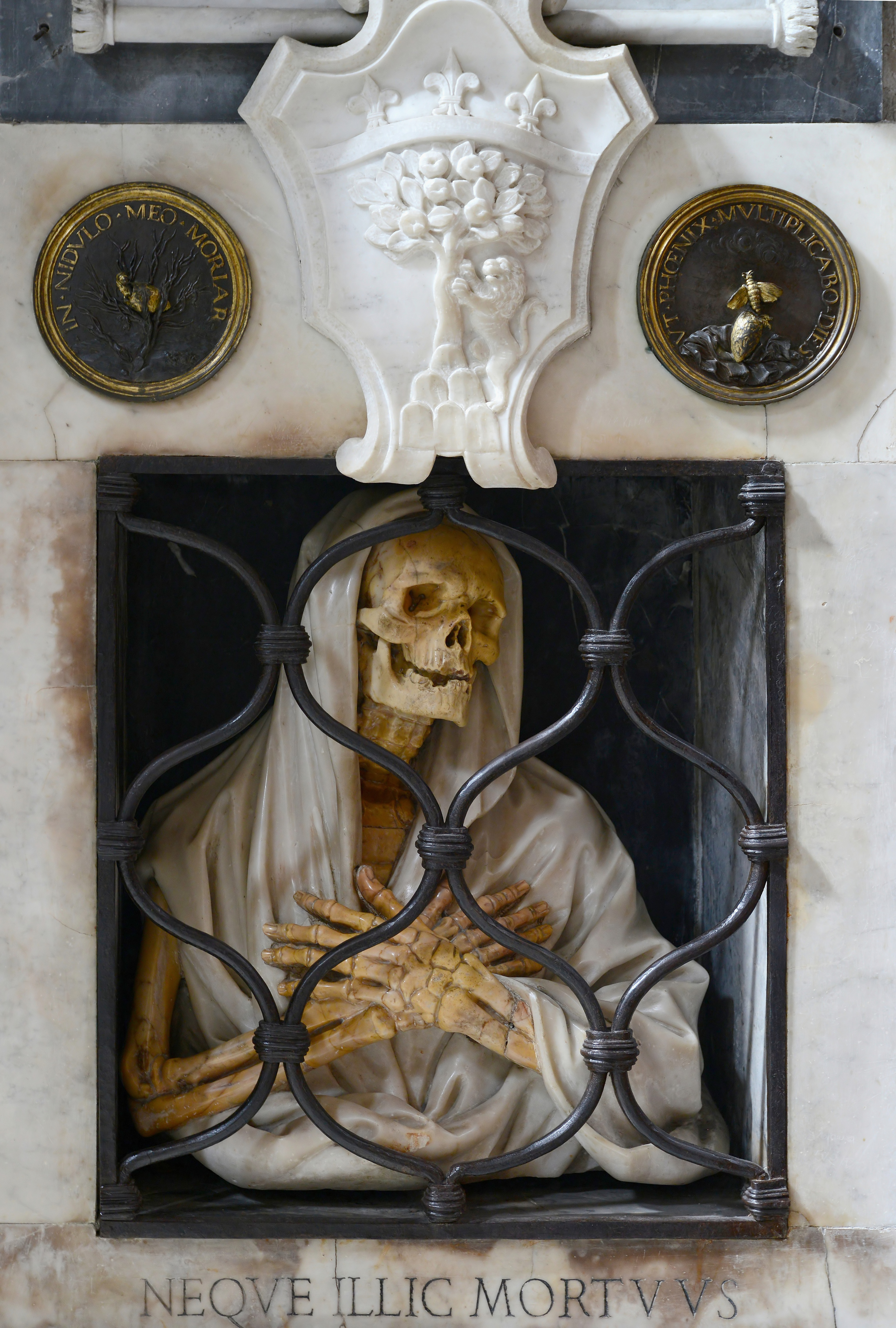
Détail du tombeau dans l'église Santa Maria del Popolo à Rome.

La chartreuse de Bereza, peinture de Napoleon Orda.

Giovanni Battista Gisleni (Jan Baptysta Gisleni, Gislenius, Ghisleni), né à Rome en 1600 et mort dans cette même ville le 3 mai 1672, est un architecte baroque italien ainsi qu'un scénographe, metteur en scène, chanteur et musicien à la cour royale polonaise.

## Biographie
Giovanni Battista Gisleni est né et mort à Rome. Pendant les années 1630-1655, il a servi trois rois polonais de la dynastie Vasa : Zygmunt III Waza, Władysław IV Waza et Jan Kazimierz II. Son tombeau, qui se trouve dans l'église de Santa Maria del Popolo à Rome, a l'aspect d'un memento mori, montrant un squelette de la mort finement sculpté.

## Principales œuvres
- Chartreuse de Bereza, Biélorussie (1648)
- Église des Carmélites Déchaussées (en), Lviv (1642)
- Église des Carmes Déchaux à Varsovie (1652)
- Projet d'un autel de l'Icône Miraculeuse de la Vierge noire de Częstochowa, Jasna Góra, Częstochowa (vers 1630)
- Autel baroque financé par l'évêque Piotr Gembicki (en) dans la cathédrale du Wawel (vers 1650)

## Publications
- Varii disegni d'architettura inventati e delineati da Gio:Battista Gisleni Romano architetto delle MMta et Sermo Prencipe di Polonia e Sueta Sir John Soane's Museum, Londres - 116 projets, la plupart non réalisés.
- 12 dessins. Milan, Castello Sforzesco.
- Les projets architecturaux de Gisleni et autres architectes. Dresde, Kupferstichkab ; Skizzenbuch des G. Chiaveri.
- Descriptio Exequiarum Caroli Ferdinandi Principis Regii, Episcopi Plockii (Danzig) 1655[2].